# 4. периода хемијских елемената
Групе 
1
2
3
4
5
6
7
8
9
10
11
12
13
14
15
16
17
18
#
Име
19
K
20
Ca
21
Sc
22
Ti
23
V
24
Cr
25
Mn
26
Fe
27
Co
28
Ni
29
Cu
30
Zn
31
Ga
32
Ge
33
As
34
Se
35
Br
36
Kr

Четврта периода хемијских елемената у себи садржи један алкални метал, један земљани алкални метал, десет прелазних метала, један слаб метал, дваметалоида, један неметал, један халогени елемент и један племенити гас. Четвртој периоди припадају елементи: калијум, калцијум, скандијум, титанијум, ванадијум, хром, манган, гвожђе, кобалт, никл, бакар, цинк, галијум, германијум, астат, селен, бром и криптон. Ови елементи имају атомске бројеве између 19 и 36. У овој периоди укупно се налази 18 хемијских елемената. Четврта периода хемијских елемената садржи неке од најбитнијих метала које човек примењује у свакодневном животу.